# Nereu de Oliveira Ramos
Nereu de Oliveira Ramos (Lages, Santa Catarina, 3 de septiembre de 1888-São José dos Pinhais, Paraná, 16 de junio de 1958) fue un abogado y político brasileño, en calidad de "Vice-Presidente del Senado Federal, en ejercicio del cargo de Presidente de la República" se desempeñó interinamente como presidente de Brasil  durante 2 meses y 21 días, desde el 11 de noviembre de 1955 hasta el 31 de enero de 1956, encargado de completar el período constitucional de 5 años iniciado el 31 de enero de 1951 por Getúlio Vargas.

## Biografía
Se formó en la Facultad de Derecho de la Universidad de São Paulo en 1909. Fue diputado estadual por Santa Catarina en el año 1911. En 1927, fue fundador y primer presidente del Partido Liberal Catarinense.
Ramos fue elegido senador en el Parlamento federal de Brasil en enero de 1954 y al año siguiente fue elegido segundo vicepresidente del Senado. Tras el suicidio de Getúlio Vargas en agosto de 1954, fue su vicepresidente João Café Filho quien ocurpó la presidencia hasta renunciar por motivos de salud en noviembre de 1955, cuando ya había sido elegido nuevo presidente Juscelino Kubitschek.

### Presidencia interina
Un sector del ejército exigía mantener la institucionalidad electoral y evitar que Kubitschek, aún sin asumir el mando, sea alejado del poder por los enemigos de Getúlio Vargas, y por tanto el presidente de la Cámara, Carlos Luz, fue obligado a renunciar el 11 de noviembre. De inmediato Nereu Ramos, Vicepresidente del Senado fue convocado para asumir el mando presidencial, el cual desempeñó desde el 12 de noviembre de 1955 hasta el 31 de enero de 1956. 
El 22 de noviembre de 1955, el Congreso aprobó la cesación definitiva del presidente Joao Café Filho, y en aplicación a las normas de sucesión presidencial establecidas en la Constitución de 1946, y 
previa deliberación del Senado Federal y la Cámara de Diputados, confirmó a Nereu Ramos como "Vice-Presidente del Senado Federal, en ejercicio del cargo de Presidente de la República" hasta completar el quinquenio constitucional 1951-56 y transferir el mando al presidente electo Dr. Kubitschek en enero de 1956.

### Muerte
Falleció el 16 de junio de 1958 cuando el Convair 440 de Serviços Aéreos Cruzeiro do Sul en el que viajaba se estrelló mientras intentaba aterrizar en el Aeropuerto Internacional Afonso Pena en Curitiba.